# Moskee Keizerstraat

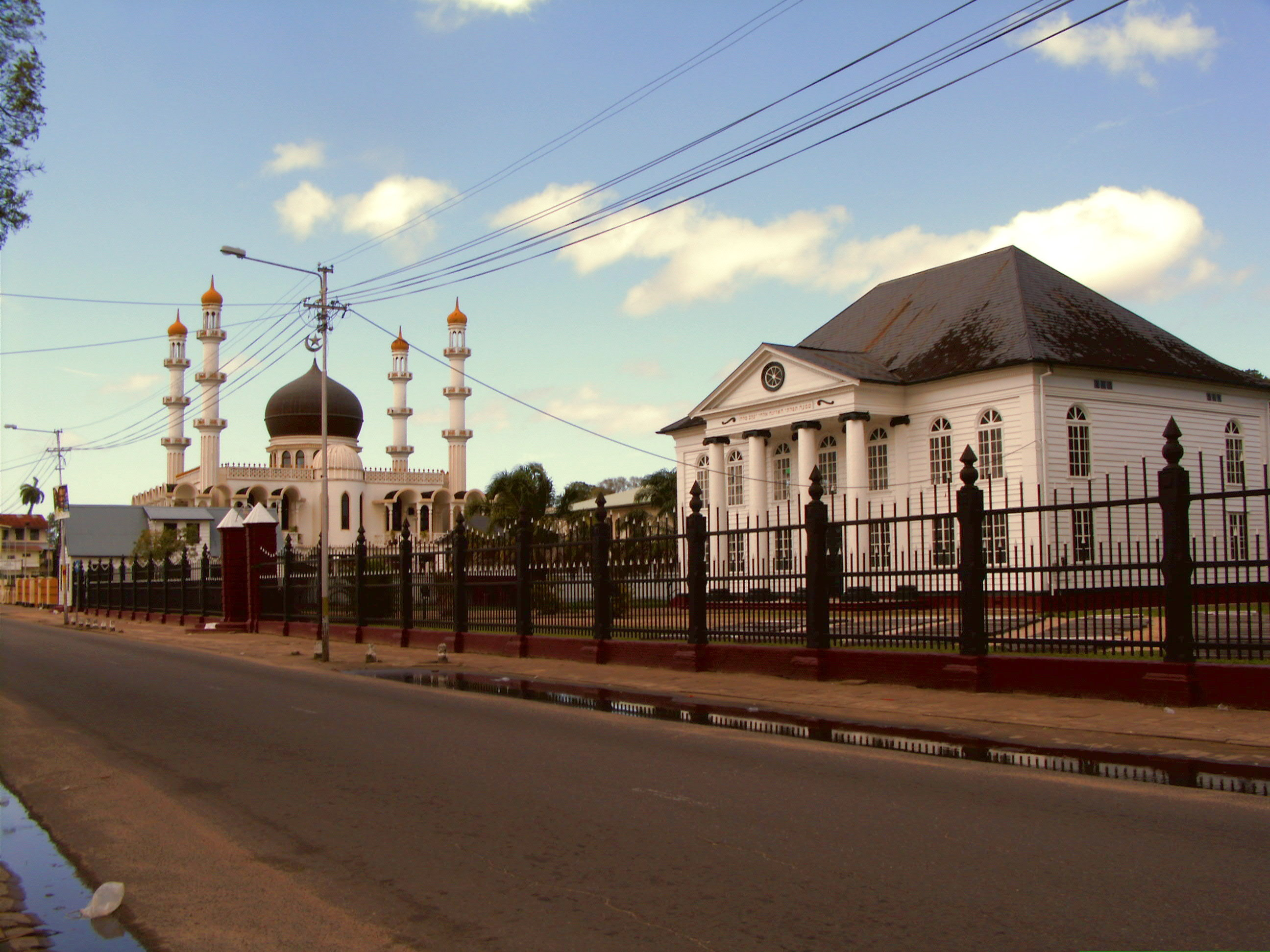
Synagoge en moskee

De Moskee Keizerstraat in Paramaribo is de hoofdzetel van de Lahore Ahmadiyya Beweging in Suriname.  
De moskee werd ontworpen door de Surinaamse architect Nazier Ataoellah. De bouw duurde van 1973 tot 1984. Op deze plek stond ervoor ook een moskee, die gebouwd werd in 1932 al een moskee. 
De moskee is eigendom van de Surinaamse Islamitische Vereniging (SIV), die de Ahmadiyya-stroming volgt.
De moskee staat zij aan zij met de Synagoge Neve Shalom van de Surinaams joodse gemeente. Deze synagoge dateert uit 1842.